# Матфей Вестминстерский
Матфей Вестминстерский (англ. Matthew of Westminster) долгое время считался автором The Flores Historiarum . В настоящее время признан никогда не существовавшим. 

Впервые ошибка была обнаружена в 1826 году Франциском Пелгрейвом (Francis Turner Palgrave), который сказал, что Матфей был «фантомом, которого никогда не существовало». Позже правда этого утверждения была полностью доказана Генри Ричардсом Луардом (Henry Richards Luard). Имя, должно быть, было взято от имени бенедиктинского монаха Мэтью Пэриса (Матвей Парижский), ранняя часть работы которого (Chronica majora) была главным образом скопирована, и от Вестминстерского аббатства, где работа была частично написана. 